# Рощино (Череповецкий район)
Рощино — хутор в Череповецком районе Вологодской области.
На территории хутора до 2014 года находилась база отдыха "Рощино" ОАО Северсталь и детский оздоровительный лагерь "Орленок" ОАО Северсталь
Входит в состав Судского сельского поселения, с точки зрения административно-территориального деления — в Судский сельсовет.
Расстояние по автодороге до районного центра Череповца — 56 км, до центра муниципального образования Суды — 17 км. Ближайшие населённые пункты — Городище, Большая Дора, Малая Дора.
По переписи 2002 года население — 2 человека.